# Радулович, Милена
Милена Радулович (серб. Милена Радуловић; род. 29 января 1995, Белград, Союзная Республика Югославия) — сербская актриса театра и кино.

## Биография
Милена Радулович родилась 29 января 1995 года в Белграде. В марте 1999 года ей было всего 4 года, когда ей пришлось пережить страшные последствия бомбардировок сил НАТО в Югославии. В школе, начиная с шестого класса, посещала драматическую студию. Позже училась в четвёртой белградской гимназии, затем поступила на факультет драматического искусства и окончила его в 2017 году. В 2020 году поступила на курсы сценаристов.
В юности занималась танцами, теннисом и плаванием.
Дебютировала как актриса в роли Лолы Гаврилович в телесериале «Однажды летней ночью» (2015). В том же году вышел сериал с её участием «Святая принцесса». В 2017-м актриса исполнила второстепенную роль в триллере «Обычный человек» с Беном Кингсли, а годом позже была в основном актерском составе сербской комедии «Карлики с обложки».
В марте 2019 года состоялась премьера российско-сербского военного боевика «Балканский рубеж», в котором Радулович сыграла одну из главных ролей — медсестру сербского госпиталя Ясну Благоевич. С этого момента актрису стали приглашать в российское кино. В ноябре 2019 вышла биографическая спортивная драма «Лев Яшин. Вратарь моей мечты», а в ноябре 2020 года — фантастический триллер «Кольская сверхглубокая». Радулович исполнила в фильме главную роль,где она стала автором сценария, а для съёмок освоила русский язык.
Благодаря съемкам в российских экшн-проектах Радулович смогла изменить своё амплуа с романтических героинь на актрису зрелищного кино.

## Фильмография
| Год  |     | Русское название             | Оригинальное название       | Роль                                         |
| ---- | --- | ---------------------------- | --------------------------- | -------------------------------------------- |
| 2015 | с   | Космическая принцесса        | Свемирска принцеза          | принцесса Хлиф Зи Хо                         |
| 2015 | с   | Однажды летней ночью         | Једне летње ноћи            | Лола                                         |
| 2017 | ф   | Обычный человек              | An Ordinary Man             | молодая женщина                              |
| 2018 | ф   | Карлики с обложки            | Патуљци са насловних страна | Жаклина                                      |
| 2019 | ф   | Балканский рубеж             | Балканска међа              | Ясна Благоевич                               |
| 2019 | с   | Госслужащий                  | Државни службеник           | Аналитик                                     |
| 2019 | ф   | Лев Яшин. Вратарь моей мечты | -                           | переводчица Бернабеу                         |
| 2020 | ф   | Кольская сверхглубокая       | -                           | Анна Фёдорова, профессор-эпидемиолог         |
| 2020 | с   | Грозный                      | -                           | Мария Темрюковна, вторая жена Ивана Грозного |
| 2020 | кор | Жена и кот                   | A Wife and a Cat            | Жена                                         |
| 2022 | с   | Янычар                       | -                           | Зульфия                                      |
| 2023 | с   | Фандорин. Азазель            | -                           | Амалия Бежецкая                              |